# Herodião de Patras
Herodião de Patras (em grego:  Ἡρωδίων, Ἡρωδιανός, Ῥοδίων), também chamado de Herodiano ou Rodião, é um dos Setenta Discípulos. Ele era um parente de Paulo de Tarso e um bispo de Neopatras (Patras?), onde ele sofreu muito. Após surrá-lo, apedrejá-lo e esfaqueá-lo, seus executores o deixaram como morto, mas ele se levantou e continuou a servir os apóstolos.
Herodião aparece no Novo Testamento em «Saudai a Herodião, meu compatriota.» (Romanos 16:11) (em latim: Salutate Herodionem cognatum meum.).
Ele foi decapitado com Olimpas em Roma, onde estava servindo junto à Pedro, no mesmo dia em que o apóstolo foi crucificado.

## Fonte
Assim como diversos outros santos, Herodião teve sua vida contada no livro Prólogo de Ohrid, de São Nikolai Velimirovic.